# San Antonio Tzacalá
San Antonio Tzacalá är en ort i Mexiko.   Den ligger i kommunen Mérida och delstaten Yucatán, i den östra delen av landet, 1 000 km öster om huvudstaden Mexico City. San Antonio Tzacalá ligger 15 meter över havet och antalet invånare är 650.
Terrängen runt San Antonio Tzacalá är mycket platt. Runt San Antonio Tzacalá är det ganska tätbefolkat, med 75 invånare per kvadratkilometer. Närmaste större samhälle är Uman, 17,5 km nordväst om San Antonio Tzacalá. I omgivningarna runt San Antonio Tzacalá växer i huvudsak lövfällande lövskog.